# شؤون الطيران المدني (البحرين)
شئون الطيران المدني هي هيئة الطيران الوطنية في مملكة البحرين ومقرها في مبنى 586 في المحرق كشركة تابعة لوزارة المواصلات وهي مسؤولة عن جميع أنشطة النقل الجوي داخل البلاد.

## الإدارات
تنقسم شؤون الطيران المدني إلى سبع مديريات هي:
- إدارة الملاحة الجوية: المسؤولة عن توفير خدمات الملاحة الجوية لمستخدمي المجال الجوي.
- إدارة ترخيص الطيران: المسؤولة عن إنفاذ القوانين والأنظمة كما جاء في اتفاقية الطيران المدني الدولي.
- إدارة النقل الجوي: المسؤولة عن الاتفاقات الثنائية والشؤون الدولية.
- إدارة التسويق والترقيات: المسؤولة عن الأنشطة التجارية.
- إدارة الموارد المالية والبشرية: المسؤولة عن الشؤون المالية والقوى العاملة.
- إدارة التخطيط المؤسسي وضمان الجودة والسلامة: المسؤولة عن وضع إستراتيجية الشركات وضمان معايير السلامة.
- خدمة البحرين للأرصاد الجوية: توفر البيانات الإرصادية لشؤون الطيران المدني والهيئات الحكومية الأخرى.

## وصلات خارجية
- شئون الطيران المدني